# Rafle de Neuilly
La rafle de Neuilly prend place le 25 juillet 1944 au no 67 de la rue Édouard-Nortier à Neuilly-sur-Seine, une clinique désaffectée transformée en un centre de l'UGIF, pour enfants en bas âge. Les 17 enfants et une adulte sont déportés le 31 juillet 1944, par le convoi no 77, le dernier grand convoi au départ de la gare de Bobigny, de Drancy vers Auschwitz. Aucun des enfants n'a survécu.

## La rafle
Dans la nuit du 21 au 22 juillet 1944 a lieu une grande rafle des maisons d'enfants de l'UGIF dans la région parisienne. 242 enfants et 33 adultes sont arrêtés et transférés à Drancy. Les 17 enfants de la pouponnière de la rue Édouard-Nortier à Neuilly-sur-Seine avaient été oubliés. Ils sont dispersés le 23 juillet à l'aube. Le colonel Edmond Kahn, directeur du centre de la rue Lamarck, devenu à partir de mai 1943 inspecteur des maisons d'enfants de l'UGIF de la région parisienne, obéissant aux consignes d'Alois Brunner, le commandant du camp de Drancy, ordonne le 24 juillet le retour des enfants, arrêtés le 25 juillet à l'aube et déportés par le convoi no 77, en date du 31 juillet 1944, le dernier grand convoi au départ de la gare de Bobigny, de Drancy vers Auschwitz.
En 1999, Alois Brunner, est tenu par contumace responsable de cette rafle et de crime contre l'humanité.

## Déportés
Les noms de certains des déportés (enfants et adulte) par le convoi n°77 de Drancy vers Auschwitz sont par ordre alphabétique,:

### Enfants
- Bernard Bounan (3 ans)

Il est né le 28 mai 1941 dans le 14e arrondissement de Paris. Son père, Georges Bounan (31 ans), est né le 13 juin 1912 à Oran en Algérie. Sa mère, Chaja Bounan (née Konska) (25 ans), est née le 16 juillet 1918 à Łuków, en Pologne. Ils sont déportés par le convoi n°62, en date du 20 novembre 1943, de Drancy vers Auschwitz. Leur dernière adresse est au 6 rue Jules-Dumien dans le 20e arrondissement de Paris.
- Jacqueline Chalupowicz (5 ans)

Il est né le 27 avril 1939 dans le 12e arrondissement de Paris. Son père, Jacob Chalupowicz (36 ans), est né le 25 janvier 1906 à Varsovie en Pologne. Il est déporté par le convoi n°5, en date du 28 juin 1942 de Beaune-la-Rolande vers Auschwitz. Sa mère, Ruchla Chalupowicz (née Worcelman) (36 ans), est née le 30 décembre 1905 à Varsovie en Pologne. Elle est déportée par le convoi n°16, en date du 7 août 1942, de Pithiviers vers Auschwitz. Leur dernière adresse est au 86 rue de Turenne dans le 3e arrondissement de Paris.
- Monique Hochberg (3 ans)

Elle est née le 15 janvier 1941 à Mouthiers (Charente). Son père, Norbert Hochberg (54 ans), est né le 24 août 1888 à Podwolzinska. Sa mère, Rose Hochberg (née Weiss) (35 ans), est née le 28 octobre 1907 à Szezakowa. Sa sœur, Monique Hochberg (3 ans), est née à Mouthiers. Les parents sont déportés par le convoi n_40, en date du 4 novembre 1942, de Drancy vers Auschwitz. Son frère,  Henri Hochberg (12 ans), est arrêté lors de la rafle de l'avenue Secrétan et déporté par ce même convoi n°77. Leur dernière adresse est à Mouthiers (Charente).
- Jacques Sonnenblick (6 ans)

Il est né le 16 août 1937 dans le 10e arrondissement de Paris. Il est le frère de Liliane Sonnenblick (5 ans), de Marthe Sonnenblick (9 ans), de Myriam Sonnenblick (11 ans) et de Simone Sonnenblick (3 ans). Sa dernière adresse est à Saint-Calais (Sarthe).
- Liliane Sonnenblick (5 ans)

Elle est née le 1er décembre 1938 dans le 10e arrondissement de Paris. Elle est la sœur de Jacques Sonnenblick (6 ans),  de Marthe Sonnenblick (9 ans), de Myriam Sonnenblick (11 ans) et de Simone Sonnenblick (3 ans). Sa dernière adresse est à Saint-Calais (Sarthe).
- Marthe Sonnenblick (9 ans)

Elle est née le 19 novembre 1934 dans le 10e arrondissement de Paris. Elle est la sœur de Jacques Sonnenblick (6 ans),  de Liliane Sonnenblick (5 ans), de Myriam Sonnenblick (11 ans) et de Simone Sonnenblick (3 ans). Sa dernière adresse est à Saint-Calais (Sarthe).
- Myriam Sonnenblick (11 ans)

Elle est née le 4 juin 1933 dans le 10e arrondissement de Paris. Elle est la sœur de Jacques Sonnenblick (6 ans),  de Liliane Sonnenblick (5 ans), de Marthe Sonnenblick (9 ans) et de Simone Sonnenblick (3 ans). Sa dernière adresse est à Saint-Calais (Sarthe).
- Simone Sonnenblick (3 ans)

Elle est née le 23 août 1940 dans le 19e arrondissement de Paris. Elle est la sœur de Jacques Sonnenblick (6 ans),  de Liliane Sonnenblick (5 ans), de Marthe Sonnenblick (9 ans) et de Myriam Sonnenblick (11 ans). Sa dernière adresse est à Saint-Calais (Sarthe).
- Odette Sternchuss (3 ans)

Elle est née le 22 août 1936 à Les Ponts-de-Cé (Maine-et-Loire). Son frère, Natan Sternchuss (13 ans), arrêté dans la Rafle de l'avenue Secrétan est déporté par ce même convoi n°77. Les autres membres de sa famille sont: Daniel Sternchuss (49 ans), né le 4 mars 1893 à Varsovie, en Pologne et David Daniel Sternchuss (51 ans), né le 14 mars 1891 à Kaluszyn, en Pologne, déportés par le convoi n°8, en date du 20 juillet 1942, d'Angers vers Auschwitz, Lola Sternchuss (6 ans), née le 22 août 1936 à Angers, Mina Sternchuss (9 ans), née le 10 mars 1933 à Angers (Maine-et-Loire), Simone Sternchuss (4 ans), née le 10 mars 1933 à Les Ponts-de-Cé (Maine-et-Loire) (prise dans la Rafle du 10 février 1943, du Toit familial (rue Guy-Patin), Rebecca Sternchuss (née Zylberman) (74 ans), née le 1er janvier 1869 à Varsovie, en Pologne, déportées par le convoi n°47, en date du 11 février 1943, de Drancy vers Auschwitz. Leur dernière adresse est 52 chemin des Petites Pannes à Angers (Maine-et-Loire).
- Michelle Varadi (5 ans)

Elle est née le 26 février 1939 dans le 19e arrondissement de Paris. Son père, Maximilien Varadi (38 ans), est né le 2 mai à Nagyapoleany. Il est déporté par le convoi n°7, en date du 19 juillet 1942, de Drancy vers Auschwitz. Sa mère, Hermine Varadi (née Breiner) (43 ans), est née le 14 septembre 1899 à Salgótarján, en Hongrie. Elle est déportée par le convoi n°14, en date du 3 août 1942, de Pithiviers vers Auschwitz. Leur dernière adresse est au 6 rue Paul-Bert à Colombes (Seine).

### Adulte
- Marcelle Lévy (52 ans)

Elle est née le 9 août 1894 à Vincennes (Val-de-Marne). Sa dernière adresse est au 6 rue d'Auvergne à Lyon (Rhône).